# Lord Sherry
Lord Sherry (im englischen Original Friday’s Child) ist ein Roman von Georgette Heyer. Er erschien erstmals im Jahr 1944 im Original, die deutsche Erstausgabe im Paul Zsolnay Verlag 1956 in der Übersetzung von Pia von Hartungen. Wie die meisten Erzählungen von Heyer spielt diese in der Zeit des Regency.

## Handlung
Anthony Verelst, Viscount Sheringham, genannt Sherry, ist ein leichtlebiger junger Mann aus der englischen Aristokratie. Bevor er im Alter von 25 Jahren sein Erbe antreten kann, hat er riesige Schulden. Eine Klausel im Testament seines Vaters besagt allerdings, dass er das Erbe früher antreten kann, wenn er sich verheiratet. Deshalb hält er um die Hand von Isabella Milborne an, einer stadtbekannten Schönheit und Tochter von Nachbarn, die er von Kind an kennt. Als sie seinen Heiratsantrag ablehnt und er deshalb in Streit mit seiner Mutter gerät, kündigt er im Zorn an, er werde das erste Mädchen heiraten, dem er begegne.
Auf dem Rückweg vom Landsitz seiner Mutter nach London trifft er Hero Wantage, ein knapp 17-jähriges Mädchen. Hero ist die verarmte Verwandte der hartherzigen Familie Bagshot, die Sherry ebenfalls von Kind an kennt; sie ist naiv und unkompliziert. Da der Sohn der Familie versucht hat, sie zu küssen, soll sie nun als Erzieherin in einem Pensionat in Bath arbeiten, weshalb sie weglief. Sherry fällt auf, dass sie das „erste Mädchen“ ist, dem er begegnet, und er beschließt spontan, Hero zu heiraten, die ihn schon immer bewundert hat. Mit Hilfe seiner Freunde Mr. Ringwood, Ferdy Fakenham und George Wrotham besorgt sich Sherry eine Heiratslizenz, heiratet Hero innerhalb von 24 Stunden, und das junge Paar richtet sich gemeinsam ein kleines Haus ein. Die Freunde ihres Mannes sind angetan von der unkomplizierten jungen Frau und freunden sich schnell auch mit ihr an. Doch die junge Lady Sheringham gerät von einer Patsche in die andere, da sie mit den vornehmen Gepflogenheiten in London nicht vertraut ist und Sherry sie oft sich selbst überlässt. Zusätzlich bringt sie einen Freund des Viscounts, Sir Montague Revesby, gegen sich auf, als sie sich um dessen ehemalige Geliebte kümmert, die ein Kind von ihm bekommen hat und verarmt ist.
Währenddessen wirbt Sherrys Freund George Wrotham um die schöne Isabella. Da er aber nicht vermögend und zudem von berüchtigtem Temperament ist, bleibt diese unschlüssig, zumal ihre Mutter gegen diese Verbindung ist, und lässt sich vom langweiligen Herzog von Severn hofieren. Da sich Sherry zunehmend über Heros unreifes Verhalten ärgert, so dass diese glaubt, er liebe sie nicht, und George traurig ist über Isabellas Zurückweisung, freunden sich die beiden an und trösten sich gegenseitig. Das führt wiederum dazu, dass Isabella eifersüchtig wird und Sherry George schließlich zu einem Duell auffordert, weil dieser Hero einen brüderlichen Kuss gegeben hat. Nach einem neuerlichen Eklat – Hero wollte ein Wagenrennen gegen eine andere Dame der Gesellschaft fahren, um Sherry zu beeindrucken – gibt Sherry seiner Frau eine Ohrfeige und droht ihr an, sie zu seiner Mutter, die Hero verabscheut, zu bringen, damit diese ihr Benehmen beibringe. Daraufhin flieht Hero, von Sherry und seinen Freunden Kätzchen genannt, zu Mr. Ringwood und bittet diesen um Hilfe. Ringwood bringt Hero zu seiner Großmutter Lady Saltash nach Bath, ohne Sherry deren Aufenthaltsort zu verraten.
Während Sherry London und die Landsitze einiger Freunde nach seiner Frau absucht, lebt Hero als Miss Wantage in Bath unter der Ägide der weltklugen Lady Saltash. Sie sehnt sich nach Sherry, genießt aber auch das gesellschaftliche Leben in dem Kurort. Sie lernt den älteren Mr. Tarleton kennen, der von ihrer erfrischenden Art entzückt ist und beschließt, sie aus romantischen Gründen zu entführen. Isabella Milborne, die inzwischen erkannt hat, dass sie George Wrotham liebt, hat den Heiratsantrag des Herzogs von Severn abgelehnt. Da es jedoch als unziemlich gilt, dies verlauten zu lassen, glaubt die elegante Welt Londons, die Mutter des Herzogs habe eine Eheschließung hintertrieben, und Isabellas Mutter ist erzürnt über die Entscheidung ihrer Tochter. Deshalb beschließt Isabella, mit der Mutter von Sherry nach Bath zu reisen, um sich den Londoner Blicken zu entziehen. Als Sherry dies hört, kommt er auf die Idee, Hero sei nach Bath gegangen, um dort nun doch als Erzieherin zu arbeiten, und er beschließt seine Mutter und Isabella zu begleiten, um dort nach ihr zu suchen. Er weiß inzwischen, dass er seine Frau liebt und sie zutiefst vermisst. Er findet Hero, doch sie lehnt den Kontakt ab, und seine Freunde, die ihm nun gestehen, dass sie ihren Aufenthaltsort kannten, machen ihm klar, wie wenig liebevoll er sie behandelt hat.
Mr. Tarleton setzt indessen seine Entführungspläne in die Tat um. Hero wird von einem maskierten Mann in eine Kutsche gezerrt, glaubt aber, dass dies Sherry sei. In einer Poststation angekommen, klärt sich das Missverständnis auf. In einen Nebenraum befinden sich auch Isabella Milborne und Sir Montague Revesby, der wiederum Isabella entführt hat, um diese zu einer Heirat mit ihm zu zwingen, da er an ihrer Mitgift interessiert ist. Es kommt zum ultimativen Zusammentreffen: Mr. Tarleton kämpft mit Revesby und wird dabei verletzt, Sherry und seine Freunde treffen ein. Isabella erklärt George ihre Liebe, und Sherry schließt glücklich seine Frau in die Arme und verspricht, sich künftig zu bessern.

## Personen

### Hauptpersonen
- Anthony Verelst, Viscount Sheringham (Sherry)
- Hero Wantage (Kätzchen)
- Gilbert Ringwood
- Hon. Ferdinand (Ferdy) Fakenham
- George, Lord Wrotham
- Isabella Milborne

### Nebenpersonen
- Lady Valeria Sheringham, Mutter von Sherry
- Horace Paulett, Sherrys Onkel mütterlicherseits
- Hon. Prosper Verelst, Sherrys Onkel väterlicherseits
- Familie Bagshot
- Sir Montagu (Monty) Revesby, Freund von Sherry
- Duke of Severn, Verehrer von Isaballe Milborne
- Lady Saltash, Großmutter von Gil Ringwood
- Mr. und Mrs. Milborne, Isabellas Eltern
- Hon. Marmaduke (Duke) Fakenham, Bruder von Ferdy Fakenham
- Lord & Lady Fakenham, Eltern von Ferdy Fakenham
- Lady Fairford, Schwester von Ferdy Fakenham
- Jasper Tarleton, Verehrer von Hero

und weitere Personen